# Fiodor Siniczkin
Fiodor Michajłowicz Siniczkin (ros. Фёдор Михайлович Синичкин, ur. 14 grudnia?/27 grudnia 1901 we wsi Gawriłowka w obwodzie samarskim, zm. 17 lipca 1962 w Słonimie) – radziecki wojskowy, dowódca partyzancki, Bohater Związku Radzieckiego (1944).

## Życiorys
Po ukończeniu 6-klasowej szkoły pracował jako czyściciel obuwia, od 1919 w Armii Czerwonej, uczestnik wojny domowej, walczył m.in. pod Piotrogrodem z wojskami Judenicza, a w 1921 brał udział w tłumieniu powstania w Kronsztadzie. Od 1926 w WKP(b), 1928 ukończył kursy broni pancernej w Leningradzie, a 1935 kursy doskonalenia kadry dowódczej, służył w różnych garnizonach. 1939-1940 brał udział w wojnie ZSRR przeciw Finlandii, za wyróżnienie się w walkach w Karelii odznaczony orderem, później służył w garnizonach Armii Czerwonej na terenie okupowanych przez ZSRR wschodnich ziem polskich. Od czerwca 1941 uczestnik wojny z Niemcami, początkowo w okolicach Białegostoku, w sierpniu 1941 sformował oddział partyzancki, którego został dowódcą; od końca 1942 oddział ten był jednym z głównych grup partyzantki ZSRR działających w Puszczy Nalibockiej. Od listopada 1942 dowódca partyzanckiej Brygady Leninowskiej, od maja 1943 Brygady im. Kirowa, od lutego 1944 ponownie dowódca Brygady Leninowskiej. Działając na głębokich tyłach Niemców, Brygada Leninowska wyrządziła im poważne szkody, kontrolowała 6 rejonów obwodu baranowickiego i stała się podstawą dla utworzenia czterech kolejnych brygad partyzanckich. Jednocześnie, według raportu Wydziału Specjalnego Brygady Leninowskiej do pomocnika dowódcy Zgrupowania Baranowickiego, ppłk NKGB Dmitrija Armianinowa, Fiodor Siniczkin wraz z komisarzem Brygady, Makarowem, i zastępcą dowódcy ds. wywiadu Pocełujewem będąc na wsi zawsze nadużywał alkoholu, a 17 marca 1944 pijany Siniczkin rozkazał strzelać na wiwat z moździerza. Poza tym oddziały z Brygady im. Kirowa atakowały oddziały Armii Krajowej działające na Białorusi (głównie Oddział nr 312 dowodzony przez Czesława Zajączkowskiego „Ragnera”), m.in. 20 lipca 1943 we wsi Mociewicze, 13 lipca 1943 we wsi Piaskowice, 2 stycznia i 4 stycznia 1944 we wsi Borki. 10 lutego 1944 Brygada im. Kirowa wraz z Brygadą im. Czapajewa zaatakowały oddział z batalionu AK „Ragnera” we wsiach Dokudowo-Filonowce.
Uchwałą Prezydium Rady Najwyższej ZSRR z 15 sierpnia 1944 „za wzorowe wykonywanie zadań bojowych na tyłach wroga i szczególne zasługi w rozwoju ruchu partyzanckiego na Białorusi” kapitan Fiodor Siniczkin otrzymał tytuł Bohatera ZSRR. Od 1945 w rezerwie, mieszkał i pracował w Słonimie, gdzie po śmierci został pochowany.
Jego imieniem nazwano ulicę w Słonimie.

## Odznaczenia
- Złota Gwiazda Bohatera ZSRR (15 sierpnia 1944)
- Order Lenina (15 sierpnia 1944)
- Order Czerwonej Gwiazdy
- Medal jubileuszowy „XX lat Robotniczo-Chłopskiej Armii Czerwonej”
- Medal Partyzantowi Wojny Ojczyźnianej